# Tyrolis
Tyrolis ist ein Musiklabel für traditionelle Musik mit Sitz in Zirl, Österreich und einer weiteren Niederlassung in Deutschland.
Zum Unternehmen gehören Tonstudios, eine MC-Fertigungsanlage (am Höhepunkt der MC in den 90ern einer der größten Hersteller (auch OEM) in Österreich), mehrere Musikverlage, ein TV-Sender sowie ein eigener umfangreicher Masterkatalog. Darüber hinaus hat Tyrolis internationale Fremdlabels im Vertrieb. Das Unternehmen hat neben traditioneller Musik weitere Musikrichtungen und auch Hörbücher im Programm. Seine Künstler wurden mit über 200 Gold- und Platinschallplatten ausgezeichnet.

## Geschichte
Das Familienunternehmen wurde 1967 von Helmut Rasinger (1935–2021) gegründet. 2004 übernahm der Sohn Christian Rasinger die Geschäftsführung der Musiksparte.
Das Label ist im Bereich der traditionellen Musik beheimatet. Anfänglich machte das Unternehmen aufgrund der im Vergleich zur Schallplatte wesentlich niedrigeren Produktionskosten die größten Umsätze mit Musikkassetten. Musikkassetten waren im Segment der volkstümlichen Musik in den 1970er-Jahren das dominierende Medium. In den 1980er unternahm Tyrolis einen Ausflug in die Rockmusik. 1985 produzierte das Label eine LP für die lokale New-Wave-Band „Garantiert Sendeverbot“. 1989 folgte ein Sampler mit regionalen Künstlern.

## Künstler und Bands
Von Tyrolis Music in der Vergangenheit vertretene Künstler und Bands sind unter anderem:
- Die Klostertaler
- Leon Koudelak
- Münchner Zwietracht
- Reiner Kirsten
- Josef Schwarz Orchester
- Steffen Jürgens
- Robert Goter
- Die Oberkrainer Polka Mädels
- Manfred Tisal
- Peter Schleicher
- Jörg Bollin
- Freddy Breck
- Elmar Walter
- Schürzenjäger
- Brugger Buam
- Franz Lambert
- Albin Berger
- Manuela
- Wilfried Rösch und seine Böhmischen Freunde
- Viera Blech
- Gerda Gabriel
- Margot Hellwig
- Kristin Rempt
- Heike Matthiesen
- Blech & Brass Banda
- Hannes Otahal
- Pustertaler
- Johann Vierdanck
- Mario Steffen
- Die Seer
- Oesch’s die Dritten
- Helmut Eckl